# Мыонги
Мы́онги (вьет. Mường, тьы-ном 𡙧), самоназвание мол, мон, муал, что означает «человек», кит. 芒) — один из народов Вьетнама. Термин «мыонг» тайского происхождения и означает «район, область». Чтобы подчеркнуть своё отличие от жителей долин и горцев, мыонги называют себя «монглонг», что означает «народ, живущий в центре». Предки этого народа за несколько столетий до нашей эры осели в предгорьях севера Вьетнама. Раньше феодально-родовая верхушка мыонг находилась в зависимости от вьетнамского государя. В 2000 году численность народности мыонг составляла около 1 140 000 человек.

## Язык
Язык мыонг относится к вьет-мыонгской группе мон-кхмерской ветви австроазиатских языков.
Как вьетнамский, так и мыонг испытали влияние паратайских языков. Отделение мыонг от вьетнамского языка датируется[кем?] VIII—X вв.
Язык мыонг распространён на севере Вьетнама. Существует три диалекта: северный (в лексике присутствует большое количество тайских слов), центральный (общемыонгская лексика) и южный (имеет сходства с более архаичными вьет-мыонгскими языками). Каждый диалект подразделяется на многочисленные говоры.
Грамматический строй корнеизолирующий. Преобладают аналитические способы выражения грамматического значения. Имеется система музыкальных тонов. Порядок слов в предложении фиксированный: «подлежащее — сказуемое — дополнение».
Письменность на основе вьетнамской латиницы появилась в XX веке, но среди мыонгской знати были люди, изучающие конфуцианские каноны и китайскую иероглифику.
Существует шуточная присказка, почему у мыонгов долго не было письменности:
«В старину пошли мыонг за письменами, идут обратно, а на пути ручей, положили они письмена в рот да и проглотили их ненароком. Потому теперь каждый раз, когда читать приходится, надо голос напрягать, чтобы письмена опять явились».
Язык мыонг преимущественно употребляется в бытовой сфере общения. Большинство же носителей этого языка говорят и по-вьетнамски.

## Места расселения
Представители народа мыонг проживают на севере Вьетнама в основном в горных провинциях Хоабинь и Тханьхоа. Вокруг города Хоабинь находятся четыре крупных населённых пункта, в которых и живут мыонги: Мыонгванг, Мыонгби, Мыонгтханг и Мыонгдонг. В основном мыонги проживают вдоль ручьёв и рек.

## Традиционные хозяйственные занятия

### Охота
С давних времен мыонги прослыли[где?] хорошими охотниками.
В основном они используют ловушки и лук, которые не смогло вытеснить даже огнестрельное оружие, вызывающее лишний шум, отпугивающий зверя.
Чтобы поймать крупного зверя весом до нескольких десятков килограммов, мыонги расставляют капканы с большим камнем, который обрушивается на зверя, если он прикасается к приманке, прикреплённой к спусковому устройству. Существуют капканы из бамбуковых или железных прутьев с использованием пружины или без.
Также мыонги применяют петли и сети, в которые загоняют зверя, крича и стуча в гонги. После уборки урожая в сухое время года мыонги устраивают облавную охоту с собаками. Для охоты на маленьких зверей и птиц используется лук.

### Рыболовство
Рыбу обычно ловят сетью или специальной корзиной.
Мыонги ловят рыбу сетью только несколько раз в году, при этом в ловле принимают участие почти все жители деревни. Сети забрасывают с нескольких лодок одновременно, тем самым, занимая большой участок воды. По обычаю, мыонги не едят икру, поэтому всех самок с икрой отпускают обратно в реку. Всю пойманную рыбу делят поровну между жителями деревни.
Кроме сети мыонги используют и корзины разного размера для одиночных крупных рыб. При полноводье крупные рыбы прыгают вверх против течения и попадают в большие корзины, расставленные поперек течения водопадов.

### Сельское хозяйство
Мыонги выращивают кукурузу, бататы, овощи и другие продовольственные культуры. Но, в основном, они занимаются рисосеянием. В некоторых районах собирают по два урожая риса в год в пятом и десятом месяцах по лунному календарю.
Они обрабатывают землю с помощью разнообразных орудий труда, среди которых самые распространённые плуг и борона. Мыонги выращивают рис на заливных полях. Спелые колосья жнут с помощью косы, называемой по-мыонгски най.
Обычно мыонги сушат рис колосьями. По мере необходимости берут снопы и ногами топчут их в деревянном корыте, чтобы отделить зёрна от соломы. Зёрна риса очищают путём толчения в ступе.

### Оросительная система
В процессе обработки земли у мыонгов накопился богатый опыт сооружения оросительной системы. Они строят водяные колёса для снабжения водой высоких участков поля. Водяное колесо состоит из двух главных частей: плотины и колеса.
Плотина строится поперек течения ручья. Сначала в дно ручья вбиваются бамбуковые колья, затем их покрывают не размокающей сушёной травой. Плотина поднимается над водной поверхностью примерно на метр, она не полностью перекрывает течение воды, а лишь направляет часть её к колесу.
Колесо высотой от 5 до 10 метров делается из прочных пород дерева и бамбука наподобие велосипедного. По ободу шириной от 80 см до метра крепятся полые бамбуковые поленья под углом 45° к поверхности вращения. С помощью таких водяных колес мыонги доставляют воду на высоту до 8 метров. Водяные колеса вращаются очень долго, не требуя дополнительной энергии.

### Животноводство и птицеводство
Животноводство — буйволы, свиньи, птицеводство — куры, утки и прочие.

### Подсобные промыслы
Мыонги заготавливают древесину, бамбук; занимаются сбором лекарственных трав, дикого кардамона, мёда, воска, и кунау — клубней диоскореи. Мыонги заключают контракты на поставку этих продуктов с государственными заготовительными организациями Вьетнама, получая за это деньги или необходимые товары.

### Ремёсла
Мыонги занимаются плетением (корзинки оп для сбора лесных продуктов, которые носят у пояса) и изготовлением предметов из бронзы (барабанов, гонгов, посуды и так далее)
Женщины прядут, ткут хлопчатобумажные ткани, шьют и вышивают одежду. Популярные мотивы — олени, голуби, цветы и драконы. Мужчины занимаются выжимкой растительного масла и кузнечным ремеслом.

## Традиционная женская причёска
Девушки национальности мыонг аккуратно укладывают волосы, а затем оборачивают их белым шарфом, сплетённым из индийского тростника.

## Традиционная женская одежда
Женский костюм отличается простотой и практичностью, состоит из белой блузки-накидки без пуговиц и длиной, облегающей тело чёрной юбки. Главное украшение — богато украшенный, широкий, обтягивающий талию пояс с яркой вышивкой. В костюмах народностей монг и мыонг большое внимание придают юбкам.
Во время праздников женщины надевают нарядный традиционный костюм: белый головной убор, блузу цвета индиго, чёрную юбку.
Мыонгский женский костюм представлен в коллекции Ганса Мейера (1858—1926), внёсшего большой вклад в развитие русской этнографии. Его коллекция насчитывает 188 отдельных предметов одежды, из которых 74 относятся к костюмам равнинных вьетов, так как они составляют 75 % всего населения. Женский костюм мыонгов представлен в единственном экземпляре и состоит из кофты, юбки, кушака и нашейного украшения. Кофта покроя кимоно сшита из чёрной хлопчатобумажной ткани на грубой тёмно-синей подкладке; рукав резко суживается к запястью. Кофта распашная, с прямой застёжкой, ворот отделан невысокой стойкой. У талии боковые полы расширяются и имеют шлицы глубиной 10 см, низ кофты скроен полукругом. Кофта застёгивается на 13 металлических пуговиц в виде крупных горошин на ушках, сквозь которые продеты колечки.
На правой поле́ нашиты чёрные матерчатые длинные петли. Ворот окаймлён полоской белой ткани шириной 3 см, которая расшита фиолетовыми, бледно-голубыми, светло-зелёными и бледно-розовыми нитками. Верх каймы украшен двумя рядами металлического бисера. Края рукавов и пол окантованы узкой зелёной тесьмой. Длина кофты 60 см.
Вторая важная деталь этого костюма — распашная юбка из чёрной хлопчатобумажной ткани на синей подкладке. Полотнище юбки сшито из кусков размеров 35 на 67 см. Верх обшит полосой белой ткани, окрашенной в розовый цвет. К ней пришит синий пояс с двумя петлями, которые при помощи двух отдельных синих тесёмок стягивают в талии. Между полотнищем и розовой полосой вшита зеленая шелковая тесьма.
Кушак женского костюма хлопчатобумажный, чёрного цвета, на концах выпущены нити основы, которые вшиты в матерчатый жгут, соединяющий эти нити. Концы кушака украшены орнаментом, шёлковой вышивкой из трёх рядов бисера: тёмно-голубого, сиреневого и зелёного цветов. Этот орнамент окаймлён тонкими жёлтыми и зелёными строчками.
С костюмом носят нашейное украшение в виде шарфа из чёрной хлопчатобумажной ткани на синей подкладке. В средней верхней части шарфа, облегающей шею сзади, имеется украшение из металлического бисера. Украшение состоит из четырёх сплошных рядов бисера. Верхняя кромка шарфа окантована тёмно-зелёной тесьмой и прошита двумя строчками: светло-зелёным и красным шёлком. Длина шарфа 142 см, ширина 7,5 см, длина украшения 29 см, ширина 4 см.

### Оп— плетёный «кошелёк»
«Оп» — это плетёная корзина, которую носят у пояса. Являясь неотъемлемой частью костюма мыогов, «оп» может быть и украшением и незаменимой сумкой, куда складывают овощи, травы и всё, что можно собрать в лесу или на поле.
Кроме этого, «оп» может служить показателем социального положения, возраста и пола его владельца. У богатых людей «оп» красиво и дорого украшен, простые мыонги носят скромные «оп». У взрослых людей «оп» больше, чем у детей. У женщин он круглой формы, а у мужчин — квадратной.
Иногда оп служит «верительным документом», который дарят друг другу влюблённые пары.

## Традиции в семье мыонгов

### Свадьба
Свадьба у народности мыонг состоит из тех же этапов, что и у вьетов: сватовство, помолвка, свадьба.
Родители жениха выбирают из родственников невесты свата, который должен прийти свататься к невесте угощениями: пирогами из клейкого риса, табаком и бетелем. Если родители девушки согласны на свадьбу, они сразу же режут курицу, на лапках которой должен погадать сват. Если результаты хорошие, то он оставляет часть угощений на алтаре предков. Свадьбу устраивают только через три года, а на протяжении этого времени жених должен дарить подарки родителям невесты; она в ответ дарит родителям жениха что-нибудь, сделанное своими руками (одеяла, подушки).
В день свадьбы рано утром жених со сватом, друзьями и своими родственниками, которые несут подарки невесте, должны подойти к её дому. Сват должен пропеть просьбу впустить его и жениха в её дом. Получив разрешение невесты, они входят в дом, дарят подарки и поклоняются предкам невесты. После этого невеста прощается с алтарем своего дома и уходит в дом жениха, где и будет праздноваться их свадьба.
После свадьбы невеста переносит свои вещи в семью мужа в двух больших опах, которые называются бокхонг.
Традиционная форма социальной организации — сельская община во главе с феодальной знатью. Семья малая, брак патрилокальный.
В области наследования господствует майорат.

### Рождение ребёнка
Когда женщина рожает ребёнка, её семья окружает главную лестницу к дому бамбуковой изгородью. Ребёнку дают имя только тогда, когда ему исполняется год.

### Похоронные обряды
Эти обряды, как и свадебные, требуют больших затрат: для жертвоприношения забивают буйволов или свиней, а до августовской революции делали ещё и подарки местным феодалам — ланг дао (ланг — потомственный правитель округа у мыонгов, зависящий от вьетнамского государя и обычно получавший от него чиновничий ранг).

### Традиционное жилище
Если во вьетнамском жилище увеличение численности семьи сказывалось на увеличении числа построек во дворе, то у горных народов — на росте дома в длину.
Так, например, дома мыонгов на берегу Красной реки часто достигают 100 м в длину. В основном мыонги строят дома на берегах реки или у подножия гор так, чтобы фасад был обращён к реке, таким образом, дом надёжно защищён сзади, а спереди открыт для свежего воздуха.
Дома мыонгов, как правило, на сваях, деревянные, прямоугольные. Крыша обязательно четырёхскатная. Длина жилища вдвое больше ширины. В таком доме от 6 до 12 окон без стёкол, расположенных у самого пола. Внутри дом разделён плетёными щитами на несколько камер, расположенных вдоль задней длинной стены. У входа находится ступа для крупы и корзины с рисом. В дальнем углу хозяева обычно устраивают алтарь предков. Возле жилища — площадка с хозяйственными постройками, огороженные плетнем огороды и небольшие фруктовые сады.
Перед входом стоит деревянная колода с водой и черпаком: перед тем как подняться в дом, надо вымыть ноги. Лестница ведёт на веранду. Она может быть продолжением дома в длину, а может быть пристроена к продольной стене. Веранда иногда имеет навес. Очаг (четырёхугольная рама, наполненная землёй, на которой стоят три камня) находится в центре жилища, ближе к окну или двери, чтобы избежать пожара и обеспечить приток воздуха. На гостевом очаге кипятят только воду для чая.
Основной строительный материал для свайных жилищ собирается в тропическом лесу: дерево — для столбов и балок, бамбук — для стен и пола, листья пальм или трава — для кровли.

## Гонговая музыка
Наиболее почитаемым у мыонгов инструментом являются гонги, без них не проходит ни одно праздничное торжество. Под гонги исполняются многоголосные песни.
Министерство Вьетнама и Институт по изучению музыки организовали три фестиваля: в 1987 г. — для Севера, в 1989 г. — для Юга, в 1992 г. — для всей страны. В этих фестивалях принимало участие большое количество любительских гонговых ансамблей из разных регионов страны..
Гонг можно поменять на буйвола или корову. Гонг — лучшее приданое для дочери. Наибольшей ценностью обладают древние гонги, которые являются символами знатности и богатства. Больше всего гонгов находится у жителей деревни Мыонгтханг (уезд Каофонг), число которых приблизительно составляет 2 969.
Мыонг верят в то, что внутри древнего гонга находится бог-ангел судьбы с неограниченной властью. От него зависит исход войны, урожай, здоровье и благополучие людей.

### Виды гонгов
Используются гонги величиной от 1 м, до 15 см, чаще других играют на гонгах 60—70 см и 20—30 см в диаметре. Каждый гонг имеет своё название в зависимости от звучания, функции и изображённого на нем рисунка. В один гонг равномерными быстрыми ударами бьют в чрезвычайных, тревожных обстоятельствах: когда созывают людей на охоту или ополчение на войну, увидев хищного зверя и так далее. Малыми гонгами ударяют друг о друга, а также в большие гонги, которые держат другие участники оркестра.
В основном гонги изготавливаются литым способом из металлической смеси (70-80 % меди и 20-30 % олова, а также небольшое количество свинца, железа и цинка; иногда в эту смесь добавляют серебро).
Народности, проживающие во Вьетнаме и играющие на гонгах, не могут изготавливать гонги на месте, поэтому они покупают их у вьетов, лаосцев и кампучийцев. После этого они их сами настраивают.
Играют на гонгах двумя способами: палочками или кулаком. Для игры на гонгах с выступом в центре используется деревянная палочка длиной 25 см, головная часть которой покрыта тканью или хлопком. При игре музыканты ударяют в выступ или в центр гонга. Сила удара зависит от характера самой песни.
Среди мыонгов распространён ансамбль типа «шак буа». Обычный состав ансамбля — 12 гонгов с выступом в центре, певец и два человека с подарками для исполнителей.

### Гонговые пьесы
Пьесы исполняются по праздникам, каждая связана с неким событием года.
- Обряд «жертвоприношение буйвола» — праздник победы: через преподнесение убитого буйвола богу-ангелу мыонги выражают свою благодарность за победу над врагом. Этот обряд сопровождается танцами «хиен» (со щитом) и «гай» (с палками), показывающими героизм, волю, ум и талант юношей-воинов.
- Праздник благодарности богу-ангелу за мирную и спокойную жизнь. Пьеса является одной из самых древних. Во время приношения буйвола в жертву исполняются мужские танцы — танцы с щитом и мечом вокруг буйвола, танец с барабаном. Пьеса исполняется в быстром ритме.
- Праздник еды нового зелёного риса. Пьеса «самок» исполняется в честь бога риса (Нанг Шори). Юноши играют на гонгах, а девушки исполняют хороводный танец «соан» вокруг кувшинов с напитком в общем доме и на пути к первому дому.
- Похороны. Пьеса исполняется не только во время похорон, но и при любых событиях, связанных со смертью человека (например, месяц после смерти).
- «Шанбуа» — народный весенний праздник, когда все поздравляют друг друга и желают счастья в Новом Году[20].

## Народный эпос
В представлении мыонгов рубка дерева была борьбой с духами, которые в нём жили. В подтверждение этого можно привести строки из произведения мыонгского фольклора, а именно слова работника, уснувшего возле дерева, которое он рубил:

В полночь

Услышал я говор и стоны стаи духов,

Небо стало кромешно чёрным,

Духи навзрыд плакали в дерево тю.
— [Tee tat tee rac 1988, с. 355]
Имеется ряд произведений народного эпоса на языке мыонг, записанных с помощью вьетнамской графики «куок-нгы».
Крупнейший эпос — «Рождение Земли и рождение Воды» (вьет. Te tấc te đác, тэ так тэ дак). Он состоит более чем из 2000 стихов и 16 000 строк. В нём рассказывается о создании Земли с точки зрения мыонгов. Существует две версии этого произведения — хоабиньская и тханьхоаская.
Потоп в «Рождении Земли и рождении Воды» — это явление, которое упорядочивает хаос. В мифологии мыонгов потоп описывается как стихийное явление, природный катаклизм, а не как наказание богов за проступок.
В космографии мыонгов существует пять миров, которые располагаются на трёх уровнях по вертикали. Причём слово «мир» обозначается словом «мыонг» («удел», «округ»), который находится под властью потомственного правителя куна (cun) или ланга (lang). В центре мироздания располагается земной мир или Плоский мыонг, мыонг пуа (Muong pua). Название «плоский», возможно, возникло от противопоставления земного мира высокому небесному — Небесному мыонгу, мыонг клой (Muong Kloi), где властвует Буа Клой, Bua Kloi (Небесный властитель). Душа умершего должны переправиться через реку Кханг, чтобы попасть к Небесному властителю.
По мифологическим представлениям мыонгов под землёй находится Низкий Плоский мыонг (Muong Pua tin), который является копией Плоского мыонга, но там всё уменьшено в размерах: люди — карлики, буйволы — не больше собаки, быки не больше кошки. Согласно мифу, этот странный мир когда-то был связан с Плоским мыонгом, но потом почему-то этот переход закрылся.
Также существует мыонг Властителя водяных змеев (Muong Bua Khu) — это водная стихия, «подводное царство». От Властителя водяных змеев герой сказок получает награду и часто женится на его дочери. Водяные змеи легко могут превращаться в людей. На этот сюжет существует одна мыонгская сказка:
Один гребенчатый змей превратился в юношу и отправился погулять в земной мир, где встретился с девушкой из мыонгского селения и полюбил её. Змей в образе юноши посватался к ней. На свадьбу родня жениха добиралась из подводного царства на волнах. Разумеется, на время свадьбы гости из подводного мира приняли человеческий облик. Но когда наступила ночь, каждый из них попросил себе в качестве циновки большую круглую крышку, плетеную из бамбуковой дранки — на них обычно клали для просушки рис, кукурузу, зелень, овощи. В полночь кто-то из родственников невесты проснулся и увидел в каждой из плетёных крышек по большому змею. Испугавшись, он стал разбрасывать дикий лук, которого боятся гребенчатые змеи. Тогда змеи стали нырять в воду, которая окружала дом невесты, и убрались восвояси. С тех пор из подводного царства за невестой так никто и не пришёл.
Также в мифо-эпический цикл «Рождение Земли и рождение Воды» входит сказание о схватке Рак и Тиена («парень-жаба» и «парень-лягушка») с Небесным властителем. Рак и Тиен требовали от него дождя, так как люди и животные уже на протяжении долгого времени страдают жары и засухи. Они взяли с собой большой лук, который «семерым натянуть не под силу».

Выстрелили — пронзили высокое небо. У-У-У!

Пронзили высокое небо — задели радугу!

Сбили девять солнц, девять лун.

Остались только одно солнце, одна луна

Как ныне.
— Phan Dang Nhat 1974, с. 266
Рак и Тиен бросили клич, к ним стали сбегать люди, змеи, медведи, совы, чтобы сразиться с Небесным властителем. В итоге он потерпел поражение. Подобный миф распространён у разных народов, проживающих от Красной реки до Амура.
Жаба и лягушка в мыонгском фольклоре и поверьях — духи, которые регулирует количество осадков.
Среди мыонгов известен также устный цикл «Восхождение на небо», которое также, как и «Рождение Земли и рождение Воды», исполняется во время похорон.
Мыонги проводят чёткую границу между душой живого человека и душой мёртвого человека или призрака. Душа умершего путешествует по разным мирам, одним из которых является мир призраков. Цель этого путешествия — подготовиться для вечной жизни. Мир призраков очень похож на обычный земной мир. Душа покойного живёт там вместе с умершими предками, она так же, как и в земном мире, вспахивает землю, сажает и выращивает рис, для чего ей выделяют поле. Тем не менее мир призраков отличается от земного мира, в первую очередь во времени суток: тёмная ночь в том мире — это светлый день, и наоборот.
«Птица там — собака, / А Сова — петух». Противопоставление совы, ночной птицы, и петуха, возвещающего утро, есть тоже не что иное, как противопоставление ночи и дня, тьмы и света. Птица противопоставлена собаке, предположительно, из-за того, что земной мир и мир призраков противостоят друг другу и в пространстве.
Возможно и что ранее призраки находились по соседству с людьми, но в разное время (ночь для призраков — день, а день — это ночь).

## Праздники
Одними из важных праздников являются Новый год и аграрные праздники. Во время празднования Нового года мыонги совершают моления предкам. Подобные моления устраивают и в дни революционных праздников, после которых вся деревня угощается заранее заготовленными блюдами.

## Религия
В основном мыонги исповедуют буддизм и христианство (католики), однако в их верованиях присутствуют и анимистические взгляды. Они верят в существование вредоносных духов (ма тяй, ма ем и других). Колдуны применяли страх перед духами против неугодивших им людей, объявляя тех носителями духа ма тяй. Обманутые крестьяне избивали, а иногда и убивали невинных людей.

## Шаманы
У мыонгов распространён шаманизм, шаманами становятся люди с физическими недостатками, которыми они, по поверьям, устрашают сверхъестественные силы.
За исполнение обрядов шаманы получали плату. Обряды выполняются в тёмное время суток, так как шаманы обращаются к душе умершего, а в мире духов ночь — это день. Обычно обряд длится три ночи, в богатых семьях — семь ночей, у бедняка — одну. На обряд в дома местной знати приглашались три шамана — один главный и два помощника, которые повторяли за шаманом фразу за фразой, это усиливало сакральное действие произносимого. Мыонги верят в силу шаманов, поэтому даже если на обряд собираются сотни человек, в доме царит полная тишина.
Для того чтобы произвести ещё большее впечатление, а также увеличить свою магическую силу, шаман носит при себе мешок с амулетами: туда могут входить клюв павлина или другой птицы, ноготь тигра, а также меч для борьбы с нечистой силой и ножны к нему из ткани либо шкуры. Жезл шамана с павлиньими перьями (символ неба и солнца) украшают флажки, на которых были изображены рыба (символ водной стихии) и лань (символ земли).
Профессия шамана (оонг мо) обычно передавалась от отца к сыну, но к известным шаманам ученики стекались со всех сторон. За многолетний период обучения ученики должны были запоминать большие тексты на слух.
Ученики вместе с шаманом ходили на все церемонии. По словам Куать Конг Тяма, во время похоронной церемонии, когда привозят гроб, шаман поёт про дерево, из которого он сделан, сын покойного ведёт буйвола на заклание — шаман рассказывает легенду о том, как буйволы стали домашними животными. Перед тем, как ударить в бронзовый барабан и обратиться к душе умершего, шаман рассказывает миф о том, как появились бронзовые барабаны.
Шаманы мо не только совершали обряды, но и, как правило, занимались крестьянскими делами, а также лечили больных.

## Новая жизнь
После Августовской революции уклад жизни мыонгов изменился, большая семья уступила место малой. Женатые братья больше не живут вместе с родителями, а образуют отдельные семьи.
Крестьяне получили общинные наделы величиной от 1 до 3 мау на семью, начало развиваться производство. В большинстве деревень есть начальные школы.